# Pfarrhaus (Wildpoldsried)

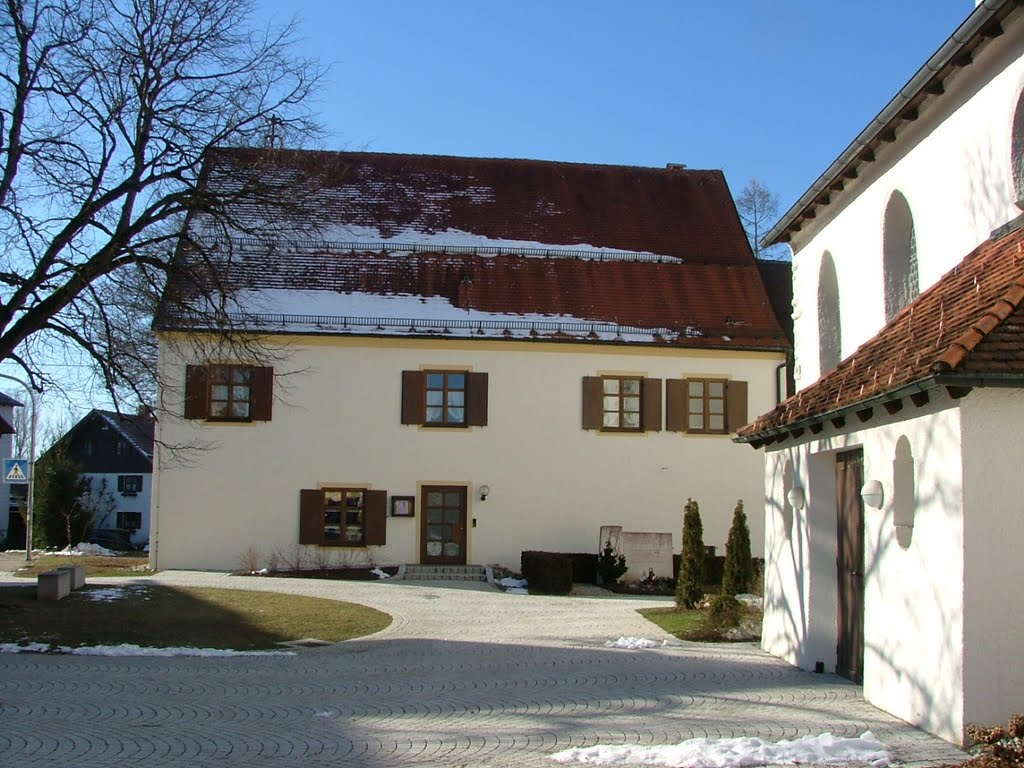
Ehemaliges Pfarrhaus in Wildpoldsried

Das Pfarrhaus in Wildpoldsried, einer Gemeinde im Landkreis Oberallgäu im bayerischen Regierungsbezirk Schwaben, wurde 1736 errichtet. Das ehemalige Pfarrhaus an der Kemptener Straße 3, neben der Pfarrkirche St. Georg und Mauritius, ist ein geschütztes Baudenkmal.
Der zweigeschossige Bau mit steilem Satteldach besitzt an den Fenstern und am Eingang Umrandungen aus Hausteinen.